# Svjatoslav Nikolaevič Fëdorov
Svjatoslav Nikolaevič Fëdorov, traslitterato anche Svyatoslav Nikolayevich Fyodorov (in russo Святослав Николаевич Фёдоров?; Proskurov, 8 agosto 1927 – Mosca, 2 giugno 2000), è stato un medico e politico russo.
È considerato il padre della microchirurgia oftalmica.

## Biografia
Nato in Ucraina, era figlio di un comandante di brigata dell'Armata Rossa. Laureato in medicina presso l'Istituto Medico di Rostov sul Don nel 1952, incominciò subito a praticare la professione di chirurgo oculista nell'Oblast' di Rostov. Brevettò più di 180 innovazioni in ambito medico-chirurgico e fu candidato due volte per le elezioni presidenziali russe. Morì in un incidente in elicottero nel giugno del 2000.

## Innovazioni in campo medico
Nel 1960 Fyodorov creò un cristallino artificiale con il quale sostituire quello opacizzato dell'occhio umano, la cataratta. Nel 1973 sviluppò una tecnica chirurgica adatta a curare i primi stadi del glaucoma, denominata in seguito scleroplastica. Nel 1974 ideò una nuova tecnica chirurgica per correggere la miopia con un bisturi diamantato, la cheratotomia radiale, fu inoltre il primo a usare il laser per la correzione dello stesso difetto visivo. Nel 1979 fu nominato direttore dell'Istituto per la Microchirurgia dell'Occhio di Mosca dal Ministero della Salute dell'URSS, portandolo a una tale fama internazionale al punto da aver organizzato, in seguito, una nave scuola per la microchirurgia dell'occhio che operava nel Mar Mediterraneo e nell'Oceano Indiano, al pari di un aeroplano con simili funzioni.

## Vita politica
Fyodorov, già chirurgo di fama mondiale e imprenditore miliardario, venne eletto deputato nel 1989, l'anno dopo venne eletto presidente dell'Unione degli imprenditori ed entrò a far parte del Partito Democratico di Russia. Nel 1991 fu candidato per le prime elezioni presidenziali dopo la caduta dell'URSS, ma declinò l'offerta, mentre nel 1996 fu lui stesso a candidarsi per le elezioni presidenziali.
Nelle elezioni della Duma del 1995 si candidò nelle file del "Partito dell'autonomia dei lavoratori" capeggiato da Fyodorov il filosofo Pëtr Markovič Abovin-Egides critico del socialismo sovietico.